# 北部地区 (イスラエル)
北部地区（ほくぶちく、ヘブライ語: מחוז הצפון、アラビア語: منطقة الشمال）は、イスラエルの6つある行政区画の一つで、イスラエル北部に位置する。中心都市はナザレ。

## 概要
ガリラヤにあたる地域である。

## 地理
- ガリラヤ
- ガリラヤ湖
- ゴラン高原
- エズレル平野

## 政治

### 自治体
北部地区には4つの郡の下に93の自治体（市 - 17、町 - 61、村 - 15）がある。
- ツファット郡
- キネレット郡
- Yizre'el郡
- アッコ郡
  - アッコ
- ゴラン郡

## 隣接行政区画
- 南レバノン県
- ナバティーエ県
- クネイトラ県
- イルビド県
- トゥーバース県
- ジェニーン県
- ハイファ地区